# Eurycormus
Eurycormus is een geslacht van uitgestorven straalvinnige beenvissen, dicht bij de oorsprong van Teleostei. Het leefde in het Laat-Jura (Kimmeridgien - Tithonien, ongeveer 152 - 148 miljoen jaar geleden) en zijn fossiele overblijfselen zijn gevonden in Duitsland.

## Naamgeving
De typesoort van het geslacht, Euthynotus speciosus, werd in 1860 benoemd door Johann Andreas Wagner, op basis van fossiele resten gevonden uit het Solnhofener kalksteen in Beieren (Duitsland). Dit hernoemde hij in 1863 tot een apart geslacht met als combinatio nova de soortnaam Eurycormus speciosus. De geslachtsnaam is een combinatie van het Grieks eurys, 'breed', en kormos, 'romp'. De soortaanduiding betekent 'prachtig' in het Latijn. Het holotype is BSPAS V510, een skelet op plaat en tegenplaat.

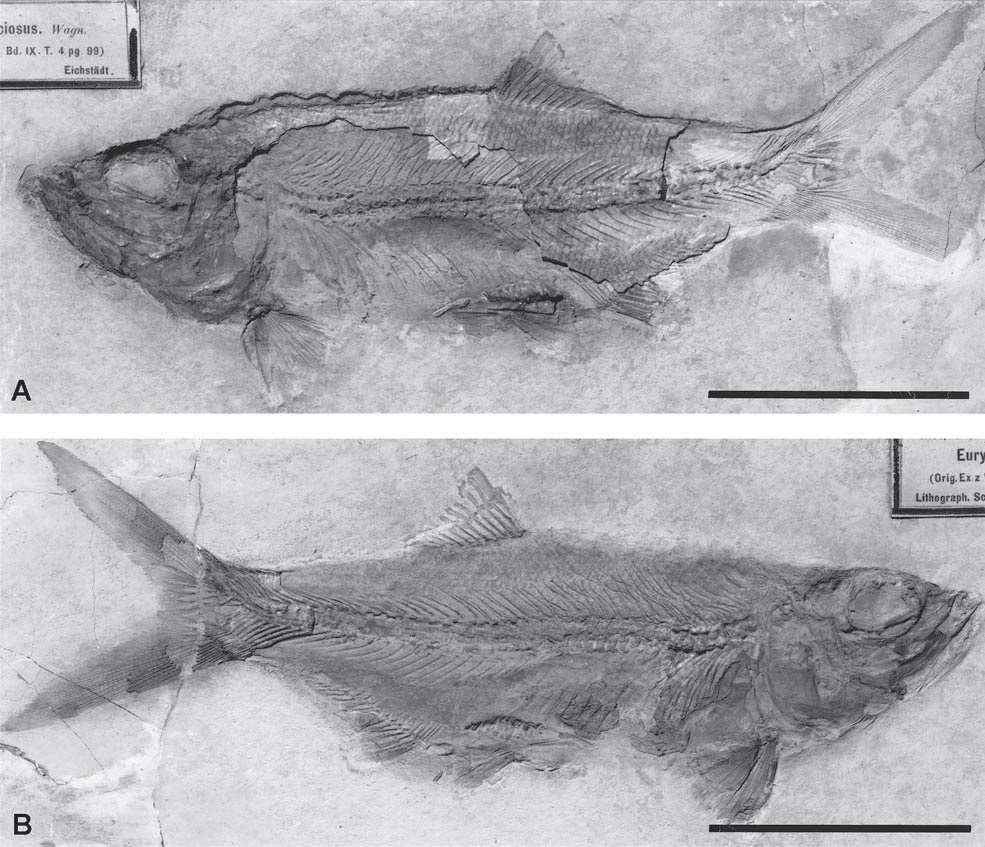
Plaat en tegenplaat van het holotype

Later werden twee verdere soorten benoemd: Eurycormus egertoni en Eurycormus grandis. Deze worden momenteel worden beschouwd als in feite verwant aan Caturus. De enige soort die dan correct aan Eurycormus wordt toegeschreven, is Eurycormus speciosus.

## Beschrijving
Deze vis was klein tot middelgroot en niet langer dan vijftien tot twintig centimeter. Het enigszins spoelvormige lichaam moet vaag hebben geleken op dat van een sardine of haring, hoewel het compacter was. De snuit was spits en de oogkassen waren hoog op de schedel geplaatst, in een laterale positie. De rug- en buikvinnen stonden iets naar achteren en ontsproten bijna op hetzelfde punt in de lengterichting van het lichaam beschouwd. Zowel de rug- als de anaalvinnen waren enigszins scherp, terwijl de anaalvinnen langwerpig waren en zeventien of achttien stralen hadden. De staart was homocercaal (met twee gelijke lobben) en diep gevorkt. De premaxilla was driehoekig en miste een neusuitsteeksel. De onderkaak was diep en vergelijkbaar met die van Leptolepis uit het Laat-Jura en had een grote kegelvormige tand die vooraan was geplaatst, gevolgd door kleine kegelvormige tanden.

## Fylogenie
Wagner vergeleek deze vis met andere Osteichthyes uit het Jura van Duitsland, waaronder Caturus. Later beschouwden andere geleerden Eurycormus afwisselend als verwant aan Caturus (Zittel, 1887-1890), aan de huidige Amia (Woodward, 1890) of aan Pholidophorus (Patterson, 1973).
De onzekerheden met betrekking tot de fylogenie kwamen ook voort uit de foutieve toewijzing aan Eurycormus van soorten Eurycormus egertoni, Eurycormus grandis, die momenteel worden beschouwd als verwanten van Caturus. De typesoort wordt beschouwd als een beenvis die dicht bij de oorsprong van teleosten ligt, verwant aan Siemensichthys (Arratia, 2000; Arratia & Schultze, 2007). Momenteel worden Eurycormus en Siemensichthys, samen met andere geslachten zoals Ankylophorus, beschouwd als vertegenwoordigers van de Ankylophoriformes (Taverne, 2013).